# Lacul Banqiao
32°59′0″N 113°37′0″E / 32.98333°N 113.61667°E
Lacul de acumulare Banqiao (chineză: 板桥水库大坝/板橋水庫大壩, Bǎnqiáo shuǐkù dàbà), barajul se află în regiunea administrativă „Zhumadian” în regiunea centrală a Chinei, provincie care a fost afectată grav de un taifun deosebit de puternic, care a provocat prin inundații 26 de mii de victime omenești, număr care a crescut ulterior la 145 000 de morți cauzată de epidemii.

## Istoric
Barajul a fost clădit la începutul anilor 1950 pe râul „Ru” un afluent al Fluviului Galben, planul construcției era cuprins în proiectul care urmărea reglarea inundațiilor din regiune. Bazinul lacului de acumulare avea o capacitate de 492 milioane de m³, cu o rezervă de 375 milioane de m³. După terminarea construcțiilor barajului apar fisuri în dig și la ecluză, acestea fiind remediate cu ajutorul inginerilor sovietici, a fost numit Barajul de Fier fiind considerat ca ceva indestructibil.
Chen Xing hidrologul chinez cu renume, critică metodele de construire a barajului, însă propunerile sale nu au fost acceptate de regimul comunist.
Când în anul 1961 apar probleme la sistemul barajului, el va fi solicitat să ajute, specialistul chinez fiind mai departe sceptic cu privire la rezistența barajului, va fi din nou înlăturat.

## Inundația
Barajul era în așa fel proiectat ca să reziste în cazul inundațiilor, care după versiunea chineză apar o dată la o mie de ani. În luna august 1975 se produce inundația din cauza unui taifun puternic, ecluzele cedează în fața cantităților mari de apă, efect accelerat de sedimentul depozitat. În dimineața zilei de 8 august 1975 se rupe digul barajului mic Shimantan, către ora 1 noaptea  masa de apă ajunge la barajul Banqiao care este de asemenea rupt și atrage după sine ruperea în continuare a 62 de baraje. Această rupere în cascadă a digurilor determină formarea unui val care se deplasează în aval cu o viteză  50 km/h, inundând regiunea de șes. Astfel sunt inundate cinci districte (Suiping[3] 遂平县, Xiping 西平县, Ru'nan 汝南县, Pingyu 平舆县, Xincai 新蔡县), și o serie de localități din afara acestora, suprafețe de mii de km2, paralizând circulația, comunicația și acțiunile de salvare.
După nouă zile izbucnește în rândurile celor încercuiți de apă epidemia și foametea, care duc la o decimare serioasă a populației din regiune.
China a încercat blocarea răspândirii știrilor despre catastrofă, căutând să diminueze numărul victimelor. 
În prezent au fost reclădite o parte din digurile distruse la fel și așanumitul Baraj de Fier barajul Banqiao.